# Takie tango
Takie tango – poprockowy utwór Budki Suflera nagrany w 1997 roku. Został skomponowany przez Romualda Lipkę, słowa napisał Andrzej Mogielnicki.
Utwór jest poświęcony miłości pomiędzy dwoma osobami. Synonimem miłości jest tytułowe tango.

## Historia
Romuald Lipko skomponował „Takie tango” bezpośrednio w celu stworzenia przeboju dla Budki Suflera, który przeżywał trudności po słabym odbiorze albumu Noc. Utwór nie ma nic wspólnego z tangiem, choć zostało utrzymane metrum 4/4. Andrzej Mogielnicki napisał tekst piosenki 29 marca 1997 roku.  Tekst początkowo został chłodno przyjęty przez Romualda Lipkę. Według relacji Tomasza Zeliszewskiego Lipko po odebraniu faksu z tekstem miał pokłócić się telefonicznie z Mogielnickim. Po awanturze Zeliszewski zaproponował wstępne wykonanie utworu przy fortepianie. Po pierwszym wykonaniu Lipko zmienił zdanie co do tekstu, po czym pogodził się z Mogielnickim. „Takie tango” zostało chłodno przyjęte również przez Krzysztofa Cugowskiego i Mieczysława Jureckiego.
„Takie tango” nagrano w okresie luty-kwiecień 1998 roku w Studiu Hendrix w Lublinie. W nagraniu uczestniczyli: Krzysztof Cugowski (śpiew), Romuald Lipko (instrumenty klawiszowe), Marek Raduli (gitara), Mieczysław Jurecki (bezprogowa gitara basowa), Tomasz Zeliszewski (perkusja, sekcja smyczkowa). Realizacją dźwięku zajął się Paweł Skura. Od samego początku „Takie tango” miał łagodną formę. Podczas nagrania zespół opracowywał piosenkę na rockowo. Zdaniem Lipki narzucona stylistyka rockowa zbytnio komplikowała kompozycję. Ostatecznie utwór nagrano zgodnie z pierwotnym założeniem Lipki.
„Takie tango” trafiło na album pt. Nic nie boli, tak jak życie, który w pierwotnym założeniu miał nosić tytuł Takie tango. Zespół nie wierząc, że „Takie tango” odniesie sukces, nowy album reklamował utworem „Jeden raz”. Mogielnicki od początku wierzył w sukces „Takiego tanga” opowiadając się za nagraniem tego utworu w formie singla. Za sprawą sukcesu „Takiego tanga” Nic nie boli, tak jak życie sprzedano w nakładzie ponad miliona egzemplarzy (nie uwzględniając pirackich wydań). Ze względu na to, że album został wydany przez wytwórnię New Abra, w całości należącą do Budki Suflera, zespół odniósł duży sukces finansowy. Zdaniem Zeliszewskiego w przypadku powierzenia prac nad albumem obcej wytwórni muzycznej sprawiłaby, że zespół zarobiłby na albumie maksymalnie 10% tego, ile zarobił w ramach działalności w New Abra.
Utwór ponownie pojawił się na albumach Greatest Hits II (1999), Live at Carnegie Hall (2000) oraz w wersji instrumentalnej na składance Karaoke słuchaczy Radia Złote Przeboje (2005/2006). Utwór trafił na również na DVD: Akustycznie (1998), 25 lat – koncert – Spodek 1999 (1999) i Video Collection (2001, teledysk).
9 maja 1997 roku „Takie tango” trafiło na Listę przebojów Programu Trzeciego, zajmując 22. miejsce. Na liście utwór utrzymywał się przez 31 tygodni, trzykrotnie zajmując pierwsze miejsce (notowania 801 z 6 czerwca, 808 z 25 lipca i 810 z 8 sierpnia). Piosenka osiągała również pierwsze miejsce w programie muzycznym 30 ton – lista, lista przebojów. Piosenka została również nagrodzona Fryderykiem w kategorii „piosenka roku”. W zorganizowanym w 1998 roku przez Polskie Radio Program I, TVP1 i „Gazetę Wyborczą” plebiscycie O!polskie Piosenki „Takie tango” zajęło drugie miejsce, ustępując „Małgośce” z repertuaru Maryli Rodowicz.
Na przestrzeni lat Cugowski docenił utwór, podkreślając, że dzięki „Takiemu tangu” Budka Suflera przez kolejne lata cieszyła się dużą popularnością. Po odejściu z Budki Suflera Cugowski przestał śpiewać „Takie tango” na swoich koncertach. Jurecki stwierdził, że „Takie tango” nie jest utworem, za który zespół musi się wstydzić, jednak przyznał, że z albumu Nic nie boli, tak jak życie woli „Nową wieżę Babel”.

## Teledysk
Pierwsze zdjęcia do teledysku zostały nakręcone w Kopalni soli Bochnia przez Leszka Mądzika. Miejsce nakręcenia teledysku zaproponował Piotr Zieliński. Niezadowolony z efektów pracy Lipko zwolnił Mądzika, po czym poprosił o dokończenie prac Jarosława Marszewskiego. Decyzja o zwolnieniu Mądzika była w zespole niejednomyślna. Marszewski dokręcił sceny na arenie cyrkowej we Wrocławiu. W teledysku obok zespołu i pary tancerzy pojawiają się żongler, klauni oraz orkiestra.
Tomasz Zeliszewski przyznał, że gotowy teledysk mu się nie podoba, a podczas prac nad nagraniem opowiadał się za koncepcją Mądzika.

## Inne wersje
W 1998 roku ukazała się hiszpańskojęzyczna wersja utworu pt. „Casi un tango” z tekstem Carlosa Soriano-Beltrana. W 2001 roku tajwański zespół Power Station wydał chińskojęzyczną wersję utworu. Cover Power Station stał się międzynarodowym przebojem w 2008 roku.

## Odniesienia w kulturze
- Słowa z refrenu bo do tanga trzeba dwojga utrwaliły się w polszczyźnie w formie przysłowia[12].
- W filmie komediowym Kiler-ów 2-óch fragment „Takiego tanga” wykonuje Komisarz Ryba[8].
- Podczas protestów rolniczych jesienią 1997 roku rolnicy przerobili refren utworu na: Bo do szwindlu trzeba dwojga / PSL i SLD[6].